# デビー・ワッサーマン・シュルツ
デボラ・"デビー"・ワッサーマン・シュルツ（英語: Deborah "Debbie" Wasserman Schultz、1966年9月27日 - ）は、アメリカ合衆国の政治家。民主党全国委員会（DNC）委員長。フロリダ州ウェストン在住
2016年7月22日内部告発サイト「ウィキリークス」が約2万通の電子メールを公開したことから、2016年アメリカ合衆国大統領民主党予備選挙においてDNC構成員らが、前アメリカ合衆国国務長官ヒラリー・クリントンに肩入れする一方で、彼女と候補指名を争ったバーモント州選出のアメリカ合衆国上院議員バーニー・サンダースの弱体化を図っていたことが明らかとなった。サンダース支持者らによる批判の高まりを受け、同月の民主党全国大会終了時にDNC委員長を辞任することとなった。

## その他
2018年10月25日、BBCによると、シュルツの名前を騙ったパイプ爆弾の爆発物が、ヒラリー・クリントン、バラク・オバマ、CNN、ジョン・オーウェン・ブレナンCIA長官、エリック・ホルダー司法長官、ジョージ・ソロスに送られたが爆発しなかった。10月26日にFBIは指紋からフロリダ州在住の熱烈なドナルド・トランプ支持者の56歳の男シーザー・セヨクを逮捕した。